# 浄住寺
浄住寺（じょうじゅうじ）は、京都市西京区にある黄檗宗の寺院。山号は葉室山。本尊は釈迦牟尼仏。京都洛西観音霊場第三十番札所。
鉄牛禅師によって再興されて以来、黄檗宗では本山に次ぐ寺格を有していた。左右対称で回廊を擁する伽藍や、方丈庭園等、本山である萬福寺を意識した設計がなされた。よって、鉄牛禅師を祖とする長松派（萬福寺塔頭長松院）の筆頭寺院にあたる。

## 歴史
寺伝によれば、810年（大同5年、弘仁元年）に嵯峨天皇の勅願寺として創建されたといい、円仁（慈覚大師）を開山とする。当時は常住寺と号した。
1261年（弘長元年）公卿葉室定嗣が中興し、浄住寺と改められた。中興開山は奈良西大寺の叡尊。葉室家の菩提寺として栄えた。
1333年（正慶2年）4月の六波羅探題軍と千種忠顕率いる後醍醐天皇軍の戦乱により全焼した。
1467年（応仁元年）から1477年（文明9年）の応仁の乱の兵火で荒廃し、1567年（永禄10年）にも全焼した。
1687年（貞享4年）葉室頼孝の開基、黄檗宗の僧鉄牛道機を中興開山として再興され、黄檗宗の寺院となった。
1689年（元禄2年）葉室孝重による再興という説もある。
1697年（元禄10年）に現在の本堂や寿塔が再建された。
方丈は伊達綱村による寄進で、幼少時の遺館。
明治時代には一時無住となり衰微したが復興された。
2006年（平成18年）に1333年（正慶2年）2月作成の浄住寺境内絵図が、
2007年（平成19年）には1591年（天正19年）8月2日付豊臣秀吉寺領安堵状ほか4点の中世文書が発見された。
2010年（平成22年）開山鉄牛道機遺掲の石碑が境内に建立された。

## 浄住寺と茶
中世、栂尾等に並び、葉室の茶は評価が高かった。宇治橋修繕と十三重石塔建立に伴う、宇治茶の振興をすすめた叡尊の影響による。境内には今でも数多くの茶ノ木が生育している。
方丈襖絵には八田虎州筆『琴棋書画図』が飾られているが、その中には煎茶を喫する様子も描かれている。また、方丈を寄進した仙台藩主伊達綱村は、交友関係から煎茶を嗜んでいた。そもそも、日本に煎茶の文化を持ち込んだのは黄檗禅であり、浄住寺と茶は深い関係にある。

## 拝観や公開等
通常、本堂、方丈内非公開。境内は自由に散策できる。2017年秋より京都市観光協会による特別公開を毎年秋に行なっており、メディアに取り上げられ注目が集まっている。

## 文化財

### 市指定文化財
- 本堂・位牌堂・開山堂（附:厨子）・寿塔（附:小塔）
- 紙本著色密雲円悟像
- 紙本著色費隠通容像
- 紙本著色隠元隆琦像
- 紙本著色木庵性瑫像
- 紙本著色鉄牛道機像